# Ernest Jacquet
Pour les articles homonymes, voir Jacquet.
Ernest Jacquet (né le 25 septembre 1886 à Lausanne, mort le 30 septembre 1969 dans la même commune) est un joueur professionnel suisse de hockey sur glace.

## Carrière
Ernest Jacquet fait toute sa carrière à Hockey Club Rosey Gstaad. Entre 1911 et 1917, il est enseignant à l'école La Villa, à Lausanne. À partir de 1917, il enseigne le français aux pensionnaires étrangers de l'Institut Le Rosey à Gstaad et intègre également l'équipe de hockey dont il est longtemps le capitaine quand le HC Rosey Gstaad entre dans le championnat de Suisse.
Le HC Rosey Gstaad est champion international en 1919, en 1920, national et international en 1921, national en 1924, national et international en 1925, international en 1928.
Ernest Jacquet a six sélections dans l'équipe de Suisse,. Il participe aux Jeux olympiques de 1924 à Chamonix,.
De plus, il est footballeur, tennisman et fait beaucoup de ski.
Après sa retraite, il est dirigeant de la Fédération suisse de hockey sur glace pendant 30 ans, ; à ce titre, il était responsable de l'organisation de la Coupe Spengler,. Il est aussi arbitre international aux Jeux olympiques d'hiver de 1936 à Garmisch-Partenkirchen. En 1957, il est désigné membre honoraire par la LIHG.